# Nove Selo, Jîdaciv
Nove Selo (în ucraineană Нове Село) este un sat în comuna Oblaznîțea din raionul Jîdaciv, regiunea Liov, Ucraina.

## Demografie
Componența lingvistică a localității Nove Selo
     Ucraineană (100%)
Conform recensământului din 2001, toată populația localității Nove Selo era vorbitoare de ucraineană (100%).